# Rhoptropus biporosus
Rhoptropus biporosus är en ödleart som beskrevs av  Vivian William Maynard Fitzsimons 1957. Rhoptropus biporosus ingår i släktet Rhoptropus och familjen geckoödlor. Inga underarter finns listade i Catalogue of Life.